# Giuseppe Maria Capodieci

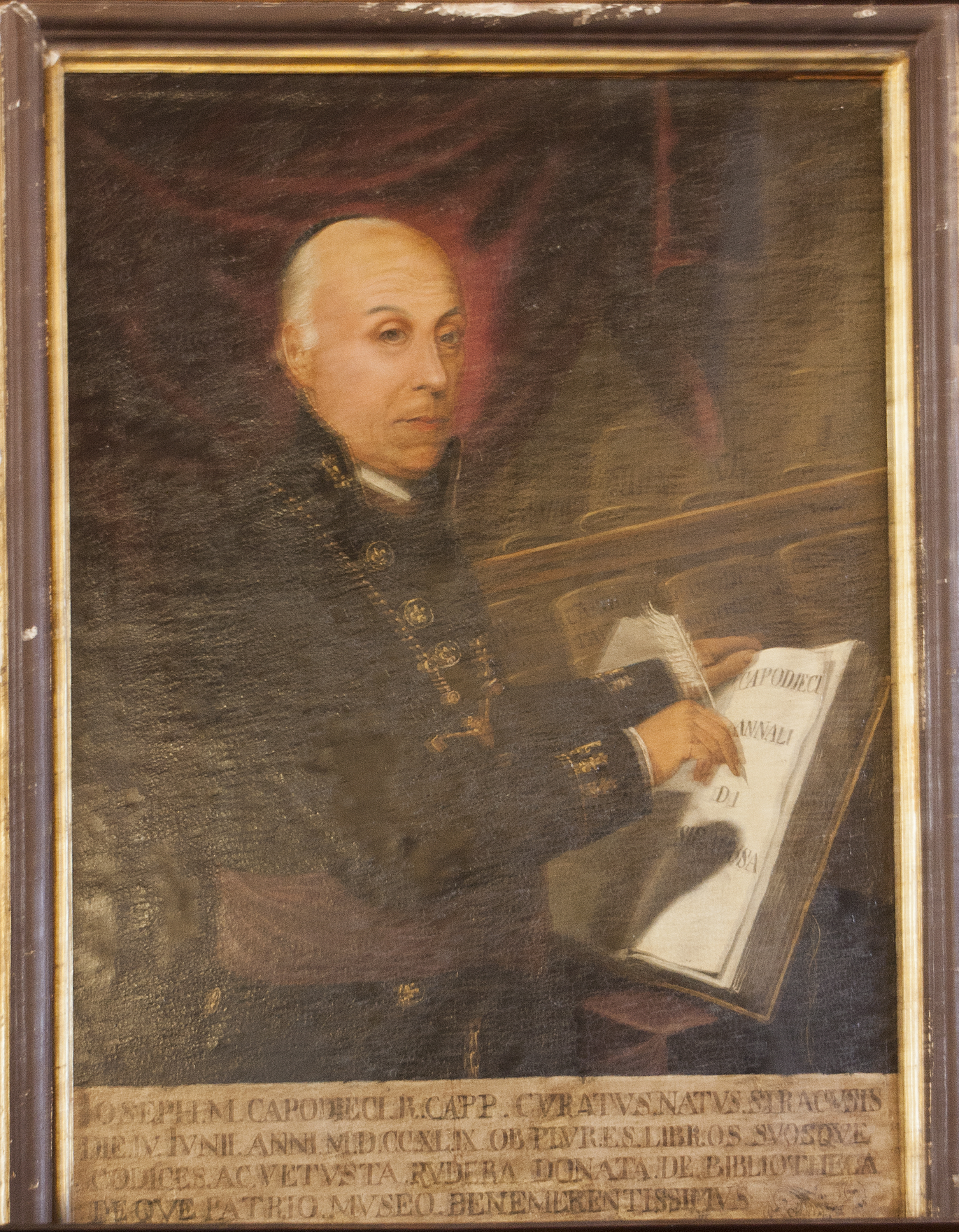
Capodieci, priester-historicus

Giuseppe Maria Capodieci (Syracuse, 4 juni 1749 – aldaar, 25 januari 1828) was een priester van het rooms-katholiek bisdom Syracuse, ten tijde van het koninkrijk Napels en Sicilië, en na de Napoleontische Tijd in Napels, van het koninkrijk der Beide Siciliën. 
Capodieci was kapelaan van het Militair Hospitaal verbonden aan het koninklijk paleis van Syracuse. Hij werkte daarnaast op het bisdom als historicus en kunsthistoricus; hij was onderlegd in archeologie en numismatiek. De Biblioteca Alagoniana in Syracuse bevat werken van hem.
Bekend zijn de volgende werken van hem:
- Antichi monumenti di Syracuse (1813).[3] Als een archivaris lijstte Capodieci alle archeologische stukken en historische documenten op over de geschiedenis van Syracuse.
- La Verità in prospetto sopra gli abbagli presi dal principe del Biscari e dal parroco Logoteta scrivendo delle antichità di Siracusa (1818)
- Dizionario della antichità esistenti in Sicilia (1820). Een archeologische oplijsting voor Sicilië.
- Annali di Siracusa.